# Wincenty Nieszokoć
Wincenty Nieszokoć (ur. 21 stycznia 1792 w Prokopuzniach lub Prokopurniach w pow. rosieńskim na Żmudzi, zm. w 1876 roku) – weteran wojen napoleońskich, uczestnik powstania listopadowego.

## Życiorys
Był synem Rajmunda i Zofii.
Karierę wojskową zaczął w armii Księstwa Warszawskiego w styczniu 1813 roku jako kanonier. Odbył kampanie z lat 1813-1814. Został ranny w bitwie pod Lipskiem.
Po upadku Napoleona wstąpił do armii Królestwa Polskiego. Początkowo był pisarzem 2 kompanii lekkiej artylerii pieszej. W lipcu 1815 roku został podoficerem. W lutym 1816 roku uzyskał awans na podporucznika. Dostał przydział do 4 kompanii lekkiej artylerii pieszej. W latach 1821-22 był kasjerem 2 brygady artylerii. W grudniu 1822 roku przeniesiono go do 2 kompanii pozycyjnej. W maju 1823 roku został porucznikiem w 1 kompanii lekkiej artylerii pieszej. 14 stycznia 1830 roku trafił do Dyrekcji Artylerii. Został też instruktorem w Szkole Bombardierów i wykładowcą chemii w Zimowej Szkole Artylerii. Należał też do spisku Wysockiego.
Brał aktywny udział w Nocy Listopadowej. Poprowadził Szkołę Bombardierów. Na ulicy Elektoralnej został zatrzymany przez strzelców konnych gwardii. Trafił w ręce wielkiego księcia Konstantego.
24 stycznia 1831 roku został tymczasowym dowódcą 4 kompanii rezerwowej. 6 lutego otrzymał awans na kapitana drugiej klasy i stał się dowódcą 6 kompanii pozycyjnej artylerii pieszej. 6 marca dowództwo odesłało go do Ojcowa. Założył tam Dyrekcję Materiałów Artyleryjskich oraz fabrykę prochu i saletry. W czerwcu wrócił do Warszawy. W lipcu kierował ludwisarnią w koszarach kirasjerskich. 25 sierpnia otrzymał awans na kapitana pierwszej klasy. 9 września otrzymał krzyż złoty nr 2459.
5 października 1831 roku przekroczył wraz z generałem Rybińskim granicę Królestwa Polskiego z Królestwem Prus. Tam został internowany. Po zwolnieniu z internowania udał się na emigrację.
W maju 1832 roku przybył do Francji. Początkowo mieszkał w Paryżu. 26 maja 1832 roku znalazł się w zakładzie w Awinionie. W sierpniu trafił na wyspę Aix. Skontaktował się z Polakami ze statku "Lachs". 16 października 1832 roku wybrali go na swojego reprezentanta. Udało mu się zapobiec wysłaniu ich do Algierii. Mieli pozostać we Francji. 4 stycznia 1833 powrócił do Awinionu. 2 marca wysłano go do Bergerac, a w maju do Mont-de-Marsan w departamencie Landes. 4 sierpnia 1834 roku potępił Czartoryskiego. Został członkiem "Młodej Polski". We wrześniu ogłosił fragment swoich wspomnień ("Szkoła bombardierów w nocy 29 listopada, czyli odpowiedź W.N. kapitana artylerii wojsk polskich, na zarzuty mu poczynione w historii Spaziera o rewolucji polskiej"). W 1835 roku wydał "Obraz rozbiórczy przedniejszych kombinacji wojny przez jenerała Jomini". 16 listopada 1835 roku dzięki interwencji generała Bema udał się do stolicy Francji, aby uczyć się w Szkole Sztuk i Rzemiosł. Wydał tam kolejną pracę – "O systemie wojny partyzanckiej wzniesionym wśród emigracji". W kwietniu 1836 roku przystąpił do Konfederacji Narodu Polskiego. W 1836  roku władze kazały mu opuścić Paryż w ramach akcji ograniczania liczby Polaków w stolicy. W związku z tym trafił do Barẻges. W 1837 roku w Tuluzie przystąpił do Zjednoczenia Emigracji Polskiej. W 1839 roku zamieszkał w Bordeaux. 5 czerwca 1841 roku odpłyną do Senegalu na brygu "Les Deux Soeurs". W tej ówczesnej kolonii francuskiej pełnił przez 3 lata obowiązki inżyniera cywilnego.
Był też członkiem Instytucji Czci i Chleba.
13 lutego 1832 roku został zaocznie skazany na śmierć za udział w powstaniu przez Najwyższy Sąd Kryminalny. 16 września 1834 roku car Mikołaj zamienił wyrok na dożywotnią banicję. W 1834 roku władze carskie skonfiskowały jego majątek.

## Odznaczenia
- krzyż złoty Virtuti Militari nr 2459 – 9 września 1831 roku